# Băbăița
Băbăița is een Roemeense gemeente in het district Teleorman.
Băbăița telt 3063 inwoners.